# Макарий Кавакидис
Макарий (на гръцки: Μακάριος) е гръцки духовник, старостилен архиепископ на Атина и цяла Гърция на едно от направлението на Църквата на истинно-православните християни на Гърция от 2004 година.

## Биография
Роден e в 1962 година в македонския град Катерини със светското име Константинос Кавакидис (Κωνσταντῖνος Καβακίδης). Учи в Солун, където се замонашва при архимандрит Яков Пападелис. В 1981 година е ръкоположен за дякон, а в 1986 година за свещеник от митрополит Евтимий Солунски. В 1987 година завършва Богословския факултет на Солунския университет. В 1990 година прави следдипломна квалификация в Юридическия факултет. В 1990 година основава монашеското братство на Свети Яков и става негов пръв игумен.
В 1995 година заедно с Евтимий Солунски и митрополит Калиник Фтиотидски се отделят от Леринския (Хрисостомовския) синод и поставят основата на Синода на Калиник.
В 1996 година е ръкоположен за Патренски митрополит от митрополит Калиник и митрополит Евтимий. На 25 декември 2004 година е избран от Калиниковия синод за архиепископ на Атина и цяла Гърция.